# Anna Harkowska
Anna Harkowska, née le 20 mars 1980 à Świnoujście, est une coureuse cycliste devenue cycliste handisport polonaise en 2012.

## Palmarès sur route
- 2007
  - 3e du championnat de Pologne sur route
- 2008
  - 3e du championnat de Pologne sur route
  - 3e du championnat de Pologne du contre-la-montre
- 2009
  - 2e du championnat de Pologne du contre-la-montre en duo
- 2010
  - 3e du championnat de Pologne du contre-la-montre en duo
- 2011
  -  Championne de côte national
  - 3e du championnat de Pologne du contre-la-montre

## Palmarès sur piste
- 2006
  - 3e du  championnat de Pologne de la poursuite

## Résultats handisport

### Jeux paralympiques
| Épreuve / Édition  | Épreuve / Édition  | Londres 2012                                | Rio 2016                                    |
| ------------------ | ------------------ | ------------------------------------------- | ------------------------------------------- |
| cyclisme sur route | cyclisme sur route | 2e (Road time trial C4) 2e (Road race C4-5) | 2e (Road time trial C5) 2e (Road race C4-5) |
| cyclisme sur piste | cyclisme sur piste | 2e (Individual pursuit C5)                  | -                                           |

### Championnats du monde de paracyclisme sur piste
| Épreuve / Édition | Épreuve / Édition | Scratch C4-C5         | Individual pursuit C5      |
| ----------------- | ----------------- | --------------------- | -------------------------- |
| Montichiari 2016  | Montichiari 2016  | Médaille d'or, Europe | Médaille de bronze, Europe |